# Boscos semiperennifolis d'Odisha
Els boscos semiperennifolis d'Odisha són una ecoregió de bosc de fulla ampla tropical humida de l'est de l'Índia. L'ecoregió abasta una superfície de 8.600 quilòmetres quadrats a la plana costanera de l'estat d'Odisha, delimitada pels boscos caducifolis humits de les terres altes a l'oest i al nord-oest, passant de l'enorme ecoregió de Forests decídues de les planes baixes del Ganges i boscos caducifolis humits al llarg de la costa nord a la costa, i als voltants de l'ecoregió més petita, dels manglars de Godavari-Krishna al llarg d'un tram de la costa sud-est a la Badia de Bengala. Algunes de les ciutats més grans d'Odisha, incloses Bhubaneswar, Cuttack, Puri, Chhatrapur, Kendrapara i Bhadrak, es troben dins d'aquesta ecoregió i ha estat àmpliament clarejada per a l'agricultura i la urbanització. Segons la WWF, el 96% de la superfície de l'ecoregió ha estat netejada i només queda un 4% a la selva tropical semiperenne original. Bona part del bosc restant s'ha degradat amb pastura i recol·lecció de llenya.

## Fauna

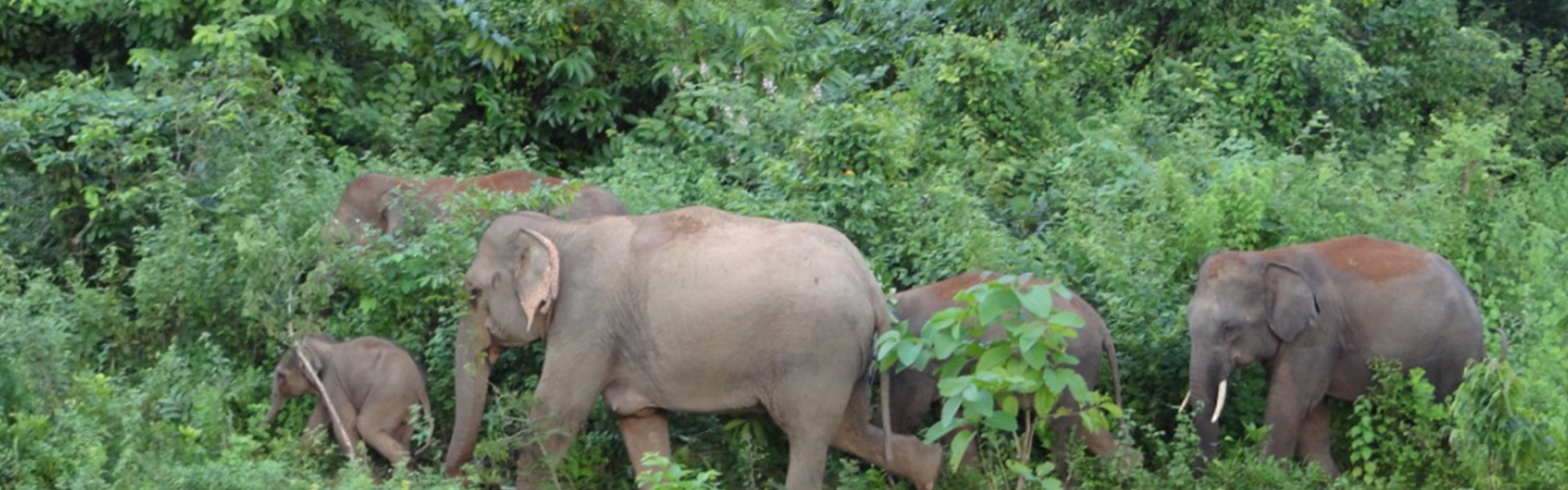
Elefants en el bosc de Chandaka

Aquesta ecoregió no alberga cap espècie endèmica, però malgrat els forts canvis antropogènics del paisatge i la desforestació gairebé total, encara hi viuen diversos grans mamífers, inclosos l'elefant i el tigre. Aquí hi ha els importants mamífers que necessiten una atenció especial: el tigre, l'elefant asiàtic, l'actual, el gaur, el cuó, l'ós morrut i l'antílop quadricorni.
La fauna d'aus de l'ecoregió semiperenne d'Odisha és força diversa amb 215 espècies conegudes. El sisó emplomallat (Eupodotis indica) està globalment amenaçada i hi ha trobat un santuari.

## Àrees protegides
Del total d'àrea d'ecoregió, al voltant del 12,8% està protegit.
Santuari de la vida salvatge de Balukhand-Konark (70 km²) 
Santuari de la fauna de Chilka (980 km²), incloent el Santuari dels ocells de Nalbana 
Santuari de la vida salvatge de Nandankanan (50 km²)
Només minúsculs fragments de bosc semi-caducifolis romanen en la serralada del bosc de Kapilash, el bosc de Chandaka, el bosc de Bolagarh i el bosc de Khallikote.

## Conservació
El bioma original d'aquesta ecoregió és gairebé inexistent. Segons sondejos antics, aquest ha estat així com a mínim des de 1968. Si es deixa evolucionar sol, es creu que l'hàbitat serà substituït per boscos tropicals de fulla perenne, no per boscos de fulla semi-perenne.

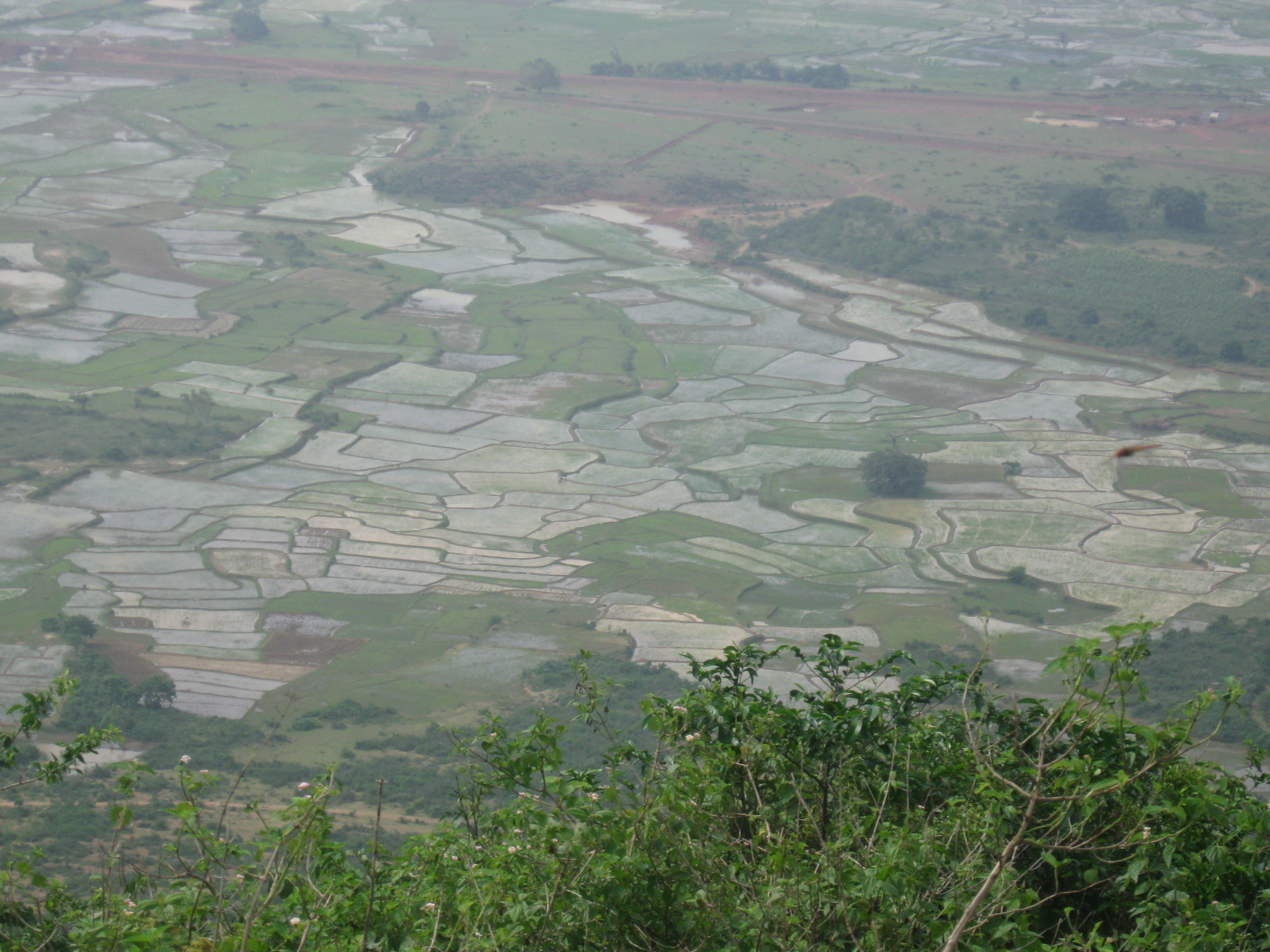
Vista des del Turó Barunei.

### Gestió forestal
Un estudi realitzat per Reddy, Jha i Dadhwal en aquesta àrea s'està utilitzant per conformar polítiques ambientals a l'Índia per protegir la biodiversitat. A través del control dels canvis forestals a llarg termini dels recursos forestals, es mostra una pèrdua en les espècies i serveis ecosistèmics en general que es poden mesurar en dades físiques. Els resultats d'aquest estudi mostren una connexió entre la desforestació i la fragmentació de l'hàbitat i la pèrdua d'important biodiversitat a l'ecoregió.